# Daniele Ganser

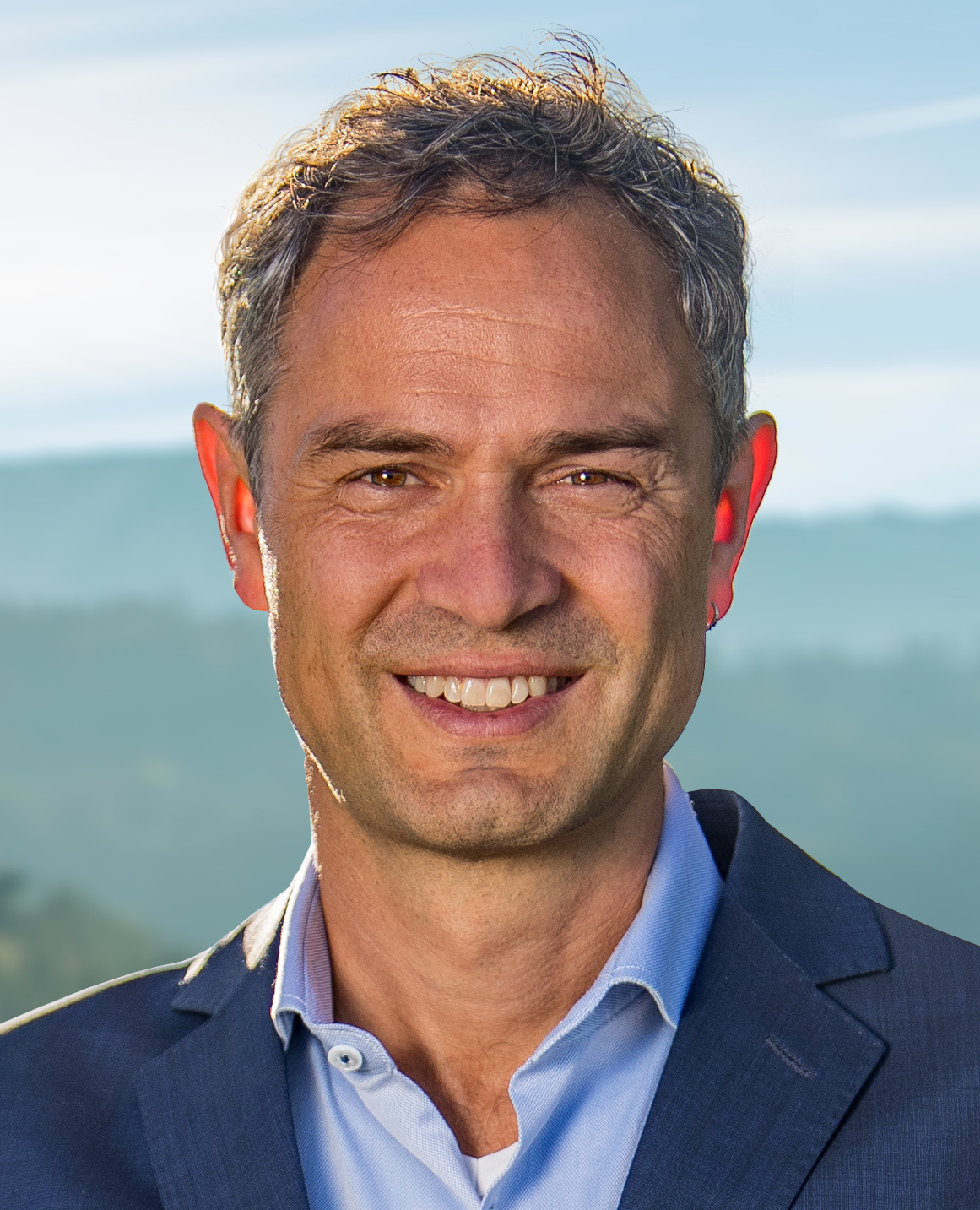
Daniele Ganser (2018)

Daniele Ganser (* 29. August 1972 in Lugano) ist ein Schweizer Historiker und Publizist. Er wurde mit seiner 2005 veröffentlichten Dissertation NATO-Geheimarmeen in Europa bekannt. Seitdem publiziert Ganser zu Militäraktionen von NATO-Staaten, die er als völkerrechtswidrig beschreibt, sowie zum globalen Ölfördermaximum. Er verbreitet Verschwörungstheorien, besonders zum 11. September 2001 und zum Russisch-Ukrainischen Krieg.

## Leben
Daniele Ganser wurde 1972 als Sohn des Pfarrers Gottfried Ganser (1922–2014) und dessen Frau, der Krankenschwester Jeannette Ganser, geboren. Er besuchte zwölf Jahre die Rudolf Steiner Schule Basel (eine Waldorfschule), dann bis zu seiner Matura 1992 das dortige Holbein-Gymnasium. Im Anschluss leistete er den obligatorischen Militärdienst. Dann studierte er an der Universität Basel, der Universiteit van Amsterdam und der London School of Economics and Political Science (LSE) Alte und Neue Geschichte, Philosophie und Englisch mit einem Fokus auf Internationale Beziehungen. Nach seinem Lizenziat an der Philosophisch-Historischen Fakultät der Universität Basel (1998) forschte er dort und an der LSE. Jussi Hanhimäki begleitete sein Vorhaben. 2000/2001 wurde er bei Georg Kreis am Historischen Seminar Basel mit der Dissertation Operation Gladio in Western Europe and the United States mit insigni cum laude zum Doktor der Philosophie promoviert.
Von 2001 bis 2003 war Ganser zuständig für Internationale Beziehungen und Politikanalyse bei der in Zürich ansässigen Denkfabrik Avenir Suisse. Er leitete deren Kampagne zur Volksinitiative zum Beitritt der Schweiz zur UNO. 2003 war er Mitglied im Beirat des Eidgenössischen Departements für auswärtige Angelegenheiten für zivile Friedensförderung und Menschenrechte. Von 2003 bis 2006 war er Senior Researcher an der Forschungsstelle für Sicherheitspolitik (Center for Security Studies, CSS) der ETH Zürich. 2006 gründete Ganser mit anderen Wissenschaftlern einen Schweizer Ableger des britischen Vereins Association for the Study of Peak Oil and Gas (ASPO), den er bis 2012 leitete. Der Verein löste sich 2018 auf. Von 2007 bis 2010 war er wissenschaftlicher Mitarbeiter und Lehrbeauftragter am Historischen Seminar der Universität Basel, wo er mit dem Projekt «Peak Oil» befasst war. Seine Forschungsschwerpunkte waren «Internationale Zeitgeschichte seit 1945», «Verdeckte Kriegsführung und Geostrategie», «Geheimdienste und Spezialeinheiten», «Peak Oil und Ressourcenkriege» sowie «Wirtschaft und Menschenrechte».
Ganser wollte sich an der ETH Zürich und der Universität Basel zweimal mit einer Arbeit zu Peak Oil habilitieren. Georg Kreis und weitere Professoren sahen die «wissenschaftlichen Standards» in Gansers eingereichter Arbeit jedoch als nicht erfüllt an. Universitätshistoriker betrachten Ganser als Pseudowissenschafter, der geltenden wissenschaftlichen Standards nicht folgt.
Ganser gründete 2011 die Aktiengesellschaft SIPER Swiss Institute for Peace and Energy Research AG in Basel mit und leitet sie als Verwaltungsrat. 2020 verlegte sie ihren Sitz nach Münchenstein. Das Unternehmen vermarktet Vorträge, Aufsätze, Bücher und Interviews Gansers. Neben ihm sind ein Diplomgeologe, ein Buchhalter und ein ehemaliger Manager aus der Energiebranche beschäftigt. Als ihre Vision nennt die AG eine gänzlich regenerative Energieversorgung und die Beendigung der Gewaltspirale.
Von 2012 bis 2017 hielt Ganser mit Rolf Wüstenhagen eine Lehrveranstaltung zur Geschichte und Zukunft von Energiesystemen an einem Institut der Universität St. Gallen. 2017 kritisierten mehrere Schweizer Wissenschaftler Gansers Lehrauftrag wegen seiner 9/11-Thesen als schädlich für die Reputation jenes Instituts. Die Universität verteidigte ihn zunächst, strich dann aber für 2018 Gansers Lehrauftrag, nach Angaben des verantwortlichen Professors Caspar Hirschi wegen einer Reform des betreffenden Studiengangs.
Im April 2016 verlieh der Verein Mensa in Deutschland Ganser den IQ-Preis 2015 in der Kategorie «Intelligente Vermittlung von Wissen». Im Oktober 2023 verlieh die „Gesellschaft für kritisches Denken“ (GkD) in Wien (Teilgruppe der GWUP) Ganser ihren jährlichen Negativpreis „Das Goldene Brett fürs Lebenswerk“. Er habe, so die Preisverleiher, „Kontakte tief hinein in die Esoterik-Community“ und sei „Schritt für Schritt ins Milieu der Verschwörungstheorien“ abgerutscht.
Ganser bezeichnet sich als «Friedensforscher». Der Soziologe Andreas Anton übernahm diese Bezeichnung Gansers. Ganser hat jedoch in der akademischen Friedensforschung nichts publiziert und pflegt keine Kontakte zu deren Instituten.
Er lebt mit seiner Frau, seiner Tochter und seinem Sohn in der Schweiz.

## Themen

### Kubakrise
Im Jahr 2000 erschien Gansers Buch Reckless Gamble, mit dem er sein Lizenziat erworben hatte, im Verlag University Press of the South. Die deutschsprachige Ausgabe erschien 2006 unter dem Titel Die Kubakrise – UNO ohne Chance im Kai Homilius Verlag. Darin interpretierte Ganser Tätigkeiten der CIA gegenüber den Vereinten Nationen in der Kubakrise von 1962 als Sabotage am UNO-Sicherheitsrat und der UNO-Generalversammlung durch verdeckte Kriegsführung.

### NATO-Geheimarmeen
Im Jahr 2002 veröffentlichte Ganser seine Doktorarbeit in englischer Sprache unter dem Titel GLADIO. NATO’s top secret stay-behind army, CIA terrorism in Western Europe, and the democratic failure to control secret services. Das Buch wurde in zehn Sprachen übersetzt; 2008 erschien die deutschsprachige Ausgabe NATO-Geheimarmeen in Europa. Ausgehend von freigegebenen Dokumenten zur italienischen «Gladio» beschreibt er darin weitere Stay-behind-Organisationen in Westeuropa, die im Falle einer sowjetischen Invasion einen Guerillakrieg führen sollten. Er versucht nachzuweisen, dass die NATO diese Gruppen zentral lenkte und einige davon Terroranschläge verübten. Diese Hauptthese Gansers weisen Politikwissenschaftler und Historiker als unzutreffend zurück. Sie stellen spekulative und verschwörungstheoretische Tendenzen des Buchs fest. Ganser wähle seine Quellen (überwiegend Printmedien) unkritisch aus und verfälsche sie teilweise.
Der Historiker Tobias Hof nannte 2011 Gansers Buch «trotz mancher Ungenauigkeiten […] die derzeit beste Studie zu diesem Thema». Laut Bernd Stöver hat Ganser einen wichtigen Überblick über die westeuropäischen Stay-behind-Gruppen erstellt. Laut Gregor Schöllgen überschätzte Ganser die Mitgliederzahl der deutschen Gruppe erheblich. Auch seien seine Überlegungen zu den Hintergründen des Bombenattentats auf dem Münchener Oktoberfest im September 1980 spekulativ. Die Charakterisierung der Stay-behind-Organisationen als «NATO-Geheimarmeen» wurde laut Olav Riste und Mark Kramer durch neue Archivmaterialien widerlegt.
Der Journalist Tobias Heymann fand 2008 in den MfS-Akten Hinweise auf eine Stay-behind-Gruppe nahe beim Wohnort des Neonazis Heinz Lembke, nicht aber dafür, dass dieser dazu gehört hatte und am Oktoberfestattentat 1980 beteiligt gewesen war.

### 11. September 2001
Seit 2005 verbreitet Ganser öffentlich Verschwörungstheorien zum 11. September 2001, die er als gleichrangige, von Historikern und anderen Wissenschaftlern noch zu prüfende Erklärungsansätze darstellt. Die Ermittlungsergebnisse der US-Behörden und der 9/11-Kommission nennt er «Surprise-Theorie» und stellt ihnen Theorien gegenüber, wonach Unbekannte in der US-Regierung die Anschläge absichtlich zugelassen (LIHOP: Let it happen on purpose) oder geplant und durchgeführt (MIHOP: Make it happen on purpose) hätten, um Kriege der USA zu legitimieren. Alle drei Theorien setzen nach Gansers Ansicht eine Verschwörung voraus, also das geheime Zusammenwirken mehrerer Personen. In einem Sammelband von Autoren des 9/11 Truth Movements schrieb Ganser: Weil die CIA Terrorakte für die «Strategie der Spannung» verübt habe, könne die US-Regierung auch an den Anschlägen vom 11. September 2001 beteiligt gewesen sein.
2011 hielt Ganser die zeitweise Überwachung einiger 9/11-Attentäter durch das Pentagonprogramm Able Danger, einen zuvor angestiegenen Erwerb von Verkaufsoptionen auf die betroffenen Fluggesellschaften und das zu späte Eingreifen der US-Luftwaffe weiter für ungeklärt. Er forderte, zu erforschen, ob die NORAD-Tonbänder jenes Tages gefälscht worden seien. Er hielt eine «Mitschuld der US-Luftabwehr an 9/11» für möglich. Trotz vieler Augenzeugen für den Einschlag eines Passagierjets in das Pentagon, dem aufgefundenen Flugschreiber, Trümmern, Leichenteilen und DNA-Spuren verlangte er einen Videobeweis für ein Flugzeug und schloss nicht aus, dass der Einschlag eines Cruise-Missile den Einsturz verursachte. Seit 2011 unterstützt er eine Webseite, auf der prominente Schweizer eine neue, von US-Regierungsbehörden unabhängige Untersuchung der Ereignisse fordern.
Ganser vertrat kontinuierlich die These, der Einsturz des World Trade Center 7 (WTC 7) sei entweder durch Feuer oder eine Sprengung verursacht worden; Feuer sei unbeweisbar, da die Stahlträger des Gebäudes nicht mehr vorhanden seien. Dazu berief er sich auf die Organisation Architects and Engineers for 9/11 Truth (AE911truth) und widersprach dem NIST-Bericht von 2008. Dieser hatte Trümmerschäden und Brände als Einsturzursache des WTC 7 sowie fehlende Beweise für dessen Sprengung festgestellt. Ganser vermutete, WTC 7 könne «die geheime Kommandozentrale der 9/11-Terroranschläge» gewesen und absichtlich gesprengt worden sein, um «alle Spuren zu verwischen». Seit September 2019 hält er die Sprengung des WTC 7 für bewiesen. Er beruft sich dabei auf eine im Auftrag von AE911truth angefertigte Veröffentlichung des Bauingenieurs Leroy Hulsey, der Feuer als Einsturzursache ausschloss.
Im 9/11 Truth Movement werden Gansers 9/11-Thesen positiv rezipiert. In der Schweiz wiesen einige Autoren diese Thesen seit 2006 zurück. Der Journalist Philipp Gut (Die Weltwoche) sah darin gezielte Leserlenkung: Indem Ganser das erwiesene Faktum islamistischer Täter «Verschwörungstheorie» nenne, gebe er «Unterstellungen von passionierten Verschwörungstheoretikern» den gleichen Aussagewert wie gesicherten Quellen. So verwische er den Unterschied zwischen «gesichertem Wissen, offenen Fragen und den Ausgeburten der Fantasie».
Die ETH-Forschungsstelle für Sicherheitspolitik und die Universität Zürich distanzierten sich 2006 von Ganser: Er könne sich nur als Privatperson zu Verschwörungstheorien äussern. Dazu forsche man nicht (so die ETH-Forschungsstelle), ihre Erforschung gehöre nicht zu seinen Aufgaben (so die Universität Zürich). Die ETH verlängerte sein befristetes Beschäftigungsverhältnis Ende 2006 nicht. Der damalige Leiter der Forschungsstelle Kurt R. Spillmann konnte nach Eigenaussage nicht akzeptieren, dass ein wissenschaftlicher Mitarbeiter seines Instituts «solch unsinnige Verschwörungstheorien verbreitet». Zum zehnten Jahrestag der Anschläge 2011 hielt Ganser einen Gastvortrag an der Universität Basel. Deren Leitung verbot ihm daraufhin Vorlesungen in Räumen und mit dem Logo der Universität und verpflichtete ihn, das Thema 9/11 in seinem aktuellen Lehrauftrag auszusparen. Laut Andreas Maurer (Schweiz am Sonntag) sah Ganser darin einen Versuch der «Mächtigen», ihn am Aufdecken verdeckter Operationen zu hindern.
Der Politikwissenschaftler Markus Linden sieht bei Ganser ein suggestives Herausstellen einzelner Aspekte für eine «politische Mission, keine wissenschaftliche Herangehensweise». Er zählt ihn neben Mathias Bröckers zu den «intelligenten Vertretern der ‹9/11-Wahrheitsbewegung›, die sich nach eigenem Bekunden auf das Stellen von Fragen beschränken». Ganser sei «ein Populist und Manipulator», der unter dem «Label Friedensforschung» Antiamerikanismus schüre und «Russland einseitig positiv» darstelle. Eine pauschale Diffamierung werde ihm nicht gerecht. Er bringe durchaus einzelne wichtige Aspekte in die öffentliche Debatte ein.
Der Soziologe Andreas Anton übernimmt Gansers Bezeichnungen und Vergleich von drei «Theorien» zu 9/11. Auch weil Ganser einen Staatsterrorismus von CIA und NATO am Beispiel von Gladio nachgewiesen habe, sollten LIHOP- und MIHOP-Theorien nicht vorschnell diskreditiert, sondern ihre Plausibilität in einer offenen Debatte geprüft werden.
Der Amerikanist Michael Butter bezeichnet Ganser als «bekanntesten Verschwörungstheoretiker des deutschsprachigen Raums». Seine öffentlichen Zweifel an der «offiziellen Version» der Anschläge vom 11. September 2001 hätten zur Beendigung seiner Hochschultätigkeiten geführt. In seinem Vortrag an der Eberhard Karls Universität Tübingen (Dezember 2014) betone Ganser immer wieder seine Rolle als Historiker, der nur Fragen stelle, verbreite inhaltlich jedoch Verschwörungstheorien. Durch geschickte Assoziationen, etwa zu Pearl Harbor oder zur Brutkastenlüge, und Suggestivfragen lege er unausgesprochen immer nahe, dass die Regierung von George W. Bush hinter den Anschlägen gesteckt habe.
Laut Roger Schawinski steht Gansers Ansatz zu 9/11 im Gegensatz zur wissenschaftlichen Methode, bei der man sich eben nicht nur auf Fragen beschränke, sondern mittels vertiefter Forschung plausible neue Antworten liefere. Zur Beantwortung der von ihm immer wieder gestellten Frage, ob WTC 7 durch Feuer oder Sprengung einstürzte, sei er als Historiker aber gar nicht qualifiziert.
Laut Medienwissenschaftler Matthias Zehnder stösst Ganser mit seinen Thesen zum 11. September auf ein breiteres Publikumsinteresse, weil er eine «Anti-Establishment-Sicht, also das Misstrauen gegen die Eliten» bediene.
Nach dem Autor Bernd Harder eignet sich Ganser lediglich die Darstellungen des amerikanischen 9/11 Truth Movements an. Eigene Forschungen zum Themenfeld könne er nicht vorweisen. In seinen Büchern und Vorträgen «verkleide» er seit Jahren unverändert «Thesen und Vermutungen» als suggestive Fragen, für die er Aufklärung fordere. Letztlich manipuliere Ganser damit sein Publikum.
Laut Christoph Kummer (Berner Zeitung) verschweigt Ganser wissenschaftliche Studien zum WTC 7, die den NIST-Untersuchungsbericht bestätigt haben, sowie Beweise für die Täterschaft von al-Qaida (etwa DNA-Spuren, Passagierlisten, Bezeugung des Dschihad). Er frage suggestiv, stelle Fakten ungenau dar oder lasse sie weg, suche sich Ungereimtheiten heraus und überlasse den Zuhörern deren Deutung. Er liefere keine Belege für seine spekulativen Erklärungsansätze und erkläre nicht, «wie eine solche gigantische Vertuschungsaktion in Zeiten von WikiLeaks jahrelang geheim gehalten werden könnte». So entstünden Verschwörungstheorien im Kopf der Zuhörer.
Der Autor Holm Hümmler zählt Ganser zu den «in Deutschland vor allem in der rechten Szene populärsten Vertretern von Verschwörungsbehauptungen um den 11. September». Ganser bestreite, dass «Anschläge mit Flugzeugen ursächlich für den Einsturz der Gebäude des World Trade Centers gewesen sein könnten», vielmehr gehe er «tatsächlich von einer False-Flag-Operation» aus. Ganser empfehle in einem Beitrag, «‹sich streng auf den Einsturz von WTC 7 zu fokussieren, und alle anderen Aspekte von 9/11 zu ignorieren›».
Ganser will nicht als Verschwörungstheoretiker bezeichnet werden: Das sei negatives Framing. Seine Beschwerde beim Schweizer Presserat gegen die Bezeichnung in einem Bericht der SonntagsZeitung vom 11. März 2018 wurde vollständig abgewiesen.

### Erdölfördermaximum
Ganser beurteilte den Irakkrieg des Jahres 2003 als «klassischen Ressourcenkrieg», mit dem die USA wichtige Erdölquellen besetzt und sich so noch vor Erreichen des Ölfördermaximums machtpolitische Vorteile gegenüber China, Europa und Russland verschafft hätten. Im Dokumentarfilm A Crude Awakening: The Oil Crash (2006) wirkte er als Interviewpartner mit. Er tritt für eine umfassende Energiewende ein und ist ein Gegner des Frackings.
In seinem ursprünglich als Habilitationsschrift geplanten Buch Europa im Erdölrausch (2012) beschreibt Ganser die Geschichte der Erdölindustrie in Europa seit ihren Anfängen um 1850 und ihren Einfluss auf die Politik bis zur Gegenwart. Fachrezensenten beurteilten das Werk überwiegend positiv und kritisierten Einzelaspekte. Laut Tobias Kaestli ordnet Ganser übersichtlich die Fakten zur Schweizer Energiepolitik. Er erkläre die Erdölpolitik der USA jedoch tendenziell und «nicht immer überzeugend» mithilfe von Geheimabsprachen weniger Akteure. Er sympathisiere mit der frühen Suche nach Alternativen zum Erdöl und beschreibe die friedliche Entwicklung anderer Energieformen, den dazu nötigen Mentalitätswandel und einen neuen Lebensstil als Chance, den bisherigen opferreichen «Krieg ums Öl» zu beenden.
Für Gunnar Ries sind Gansers Bezüge auf die Erdölabhängigkeit der Schweiz auch für andere Staaten nachvollziehbar. Er erkläre die «Kapriolen» des Ölpreises von 2006 damit, dass das globale Ölfördermaximum schon damals erreicht worden sei, und mache so das wachsende Konfliktpotential von «Peak Oil» bekannter. Er trenne jedoch reale und vermutete Verschwörungen nicht, etwa indem er den Irakkrieg mit dem Einsturz des World Trade Centers am 11. September 2001 zu erklären versuche. Auch sein Hinweis auf die «Bilderberger» kläre nichts auf, da diese keine heimliche Weltregierung seien. Die Propaganda von Ölkonzernen gegen die Klimatologie und die Bedeutung von Erdöl für die chemische und pharmazeutische Industrie dagegen behandle er nicht.
Laut Christian Pfister erklärt Ganser den 1953 von der CIA inszenierten Sturz des gewählten Präsidenten Irans Mohammad Mossadegh zu Recht aus dem Interesse der USA, die globalen Erdölreserven zu kontrollieren. Beim japanischen Angriff auf Pearl Harbor sei sein Blickwinkel jedoch einseitig, da er den Angriffskrieg der Japaner in China nicht erwähne. Neu recherchiert habe Ganser die Erdölsuche in der Nachkriegszeit, den Bau von Pipelines und Raffinerien sowie die Versuche der Schweiz, die Steuertricks der Erdölmultis aufzudecken. Pfister bezweifelt, dass Spekulationen zum 11. September 2001 in eine wissenschaftliche Darstellung gehören. Auch habe die jüngste Entwicklung gezeigt, dass die Geschichte des Erdöls «oft für Überraschungen gut» sei. Insgesamt aber nennt er das Buch lesenswert.
Roger Schawinski hält Gansers These, die USA wollten sich wegen der erwarteten Ölverknappung weltweite Verfügungsgewalt über die wichtigsten Quellen sichern, für «inzwischen vollständig diskreditiert»: Statt Peak Oil sei eine immer grössere Ölschwemme und ein dramatischer Verfall des Ölpreises eingetreten. Gansers «monokausale Erklärung für das imperialistische Verhalten der USA» und seine These, die US-Regierung habe die Anschläge vom 11. September zur Rechtfertigung von Erdölkriegen inszeniert, hielten «einer kritischen Analyse nicht stand».
Trotz der Nähe zu seinem Thema Erdöl vermeidet Ganser das Thema Klimawandel in seinen öffentlichen Äusserungen und widerspricht jenen Anhängern nicht, die den Klimawandel bestreiten.

### Illegale Kriege
In seinem Buch Illegale Kriege (2016) stellte Ganser unter anderen folgende Militäraktionen der USA und anderer NATO-Staaten als «systematische Verletzung von internationalem Recht» dar: den Sturz des iranischen Premierministers Mohammad Mossadegh (1953), die Sueskrise in Ägypten (1956), die Invasion in der Schweinebucht Kubas (1961), den Vietnamkrieg (1965–1973), den Contra-Krieg in Nicaragua (1981–1990), die Jugoslawienkriege (1991 ff.), den Krieg in Afghanistan seit 2001, den Irakkrieg (2003), den Internationalen Militäreinsatz in Libyen 2011 und den Bürgerkrieg in Syrien seit 2011.
Laut Rezensent Olivier Würgler (WOZ) zeigt Ganser plausibel eine teils tendenziöse NATO-freundliche Berichterstattung der grossen Leitmedien auf. Seine «Unterteilung in böse ‹Nato-Medien› und gute ‹Alternativmedien›» vermittle jedoch ein «zu simples Bild der Realität». Er gleite zuweilen ins «Spekulative, Verschwörungstheoretische» ab.
Laut Jens Ebert (Neues Deutschland) beschreibt Ganser, wie die UNO-Vetomächte die UNO-Regeln «jahrzehntelang missachteten und bis heute missachten» und wie ohnmächtig die UNO Kriegen, offenen und verdeckten ‹regime changes› deshalb gegenübergestanden habe. Ganser vermittle «faktengesättigt seine fundierte kritische Weltsicht in verständlicher Form», manchmal «sehr polemisch, aber dennoch höchst erkenntnisreich». Die Einmärsche der Sowjetunion in Ungarn 1956 und Afghanistan 1979 erwähne er aber nur am Rande, weil «dies nicht sein Thema sei».
Hans-Dieter Wichter nennt Gansers Buch in der Frankfurter Allgemeinen Zeitung (FAZ) einen «wenig überzeugenden Politthriller mit viel Verschwörungstheorie»: Mehrere der von ihm inkriminierten präventiven Interventionen der USA seien durch das Notwehrrecht des Artikels 51 UNO-Charta und die Fortentwicklung des Völkerrechts seit 1945 durchaus gedeckt. Auch überschätze er den amerikanischen Einfluss auf die anderen NATO-Mitglieder. Auf das Kernproblem, nämlich dass die Vereinten Nationen als Friedensorganisation eine «Fehlkonstruktion» seien, gehe er überhaupt nicht ein.
Roger Schawinski kritisiert die antiamerikanische und verschwörungstheoretische Ausrichtung des Buchs. Ganser führe Völkerrechtsverletzungen anderer Staaten wiederholt auf angebliches Fehlverhalten der USA zurück und entschuldige sie damit. Er bezeichne Russlands völkerrechtswidrige Annexion der Krim 2014 als Sezession und mache den «illegalen amerikanischen Putsch in Kiew» (den Euromaidan 2013/2014) dafür verantwortlich. Den Bürgerkrieg in Syrien seit 2011 führe er auf eine Verschwörung der Bilderberger zurück, die Bombardierungen durch die russische Luftwaffe und das Kriegsverbrechen der wahrscheinlich von der Assad-Regierung verübten Giftgasangriffe auf die Rebellen stelle er als legal dar. Damit demaskiere sich «der ‹Friedensforscher› Ganser als Propagandist Moskaus».
Laut dem österreichischen Völkerrechtler Ralph Janik zitiert Ganser in dem Buch keinen einzigen akademischen Forscher zum Thema Gewaltanwendung. Janik führt ihn als Beispiel für Autoren an, die zu Recht im akademischen Diskurs ignoriert würden.

### Imperium USA
Laut Erich Gysling (Infosperber) wertet Ganser mit dem Untertitel Die skrupellose Weltmacht seines Buchs Imperium USA (2020) die ganze Geschichte der USA, besonders ihre Aussenpolitik ab dem Zweiten Weltkrieg, dies aber mit «mehrmals erkennbarer Problematik»: Ganser recherchiere gründlich eine Seite eines Konflikts, blende aber andere Aspekte aus. So stelle Ganser den Kaukasuskrieg 2008 als «ermuntert» von den USA dar. Den Ausbruch des Bürgerkriegs in Syrien stelle Ganser tatsachenwidrig als von aussen herbeigeführt dar. Obwohl Ganser nachweise, dass US-Präsident Franklin D. Roosevelt tatsächlich über einen Überraschungsangriff Japans auf US-Kräfte informiert war, könne man Roosevelt kein absichtliches Zulassen des Angriffs auf Pearl Harbor unterstellen. Gansers Buch sei jedoch keine eindimensionale USA-Kritik, da er konsequent an das UNO-Gewaltverbot und die «Menschheitsfamilie» appelliere.
Laut Viola Schenz (Süddeutsche Zeitung, SZ) hält Ganser die USA für «die größte Gefahr für den Weltfrieden». Das Buch sei «ein umfassendes Register großer und kleiner Sünden: Sklaverei, Indianerverfolgung, Ku-Klux-Klan, Kuba 1898, Opiumkrieg, Vertrag von Versailles, Vietnam-Krieg, die Umtriebe der CIA, die Iran-Contra-Affäre, NATO-Osterweiterung, Wikipedia». Ganser verschweige, dass seine Themen «in den USA dauerdebattiert wurden und werden, die Gerichte, Hochschulseminare, Medien und Bürgerinitiativen beschäftigen, die Bibliotheken, Talkshows, Museen, Gedenkstätten füllen». Sein Werk reihe «Verschwörungstheorien, Halbwahrheiten und finstere Machenschaften aneinander». Ganser mutiere in «all den Anklagen […] zum Esoteriker, zu einer Art religiösem Führer».
Jakob Kullik (Sirius. Zeitschrift für Strategische Analysen) kritisiert, Ganser knüpfe mit dem Buch an sein altes Narrativ von den USA als «plutokratische Oligarchie» an, die «von einer kleinen Gruppe von Superreichen gelenkt» werden und «für einen Großteil aller Krisen, Konflikte und Kriege auf der Welt alleinverantwortlich wären». Er stütze sich auf geschichtsrevisionistische Autoren wie Gerd Schultze-Rhonhof und Verschwörungstheoretiker wie Gerry Docherty und Jim Macgregor: Diese nehmen als Ursache des Ersten Weltkriegs die «Pläne einer geheime Elite sehr wohlhabender und einflussreicher Männer in London und Washington» an, denen es darum gegangen sei, das Deutsche Reich zu schwächen. Gansers Fixierung auf eine Alleinverantwortung der USA an allem Unglück der Welt nennt Kullik eine «Negativitäts-Bias»: Er argumentiere unseriös und einseitig, und unterschreite selbst «populärwissenschaftliche Grundstandards wie ein Mindestmaß an sachlicher Ausgewogenheit, analytischer Tiefe und Quellenkritik».

### Weitere Anschläge
Ganser hält das Attentat auf John F. Kennedy (22. November 1963) für ungeklärt und hält die CIA für mögliche Auftraggeber des Attentats. Der Anschlag auf Charlie Hebdo (7. Januar 2015) sei möglicherweise eine Operation unter «falscher Flagge» gewesen, um Kriege gegen muslimische Länder zu legitimieren. Für ebenso ungeklärt hielt er den Abschuss des Malaysia-Airlines-Flug 17 (17. Juli 2014) und den Anschlag auf den Berliner Weihnachtsmarkt an der Gedächtniskirche (19. Dezember 2016). Dazu empfahl er im Dezember 2017 die verschwörungsideologischen Beiträge von Elias Davidsson.

### COVID-19-Pandemie
Zur COVID-19-Pandemie schwieg Ganser zunächst. Am 1. August 2020 besuchte er einen «Querdenker»-Protest in Berlin, bei dem auch viele «Reichsbürger» waren. Auf Nachfragen behauptete er, Reichsflaggen habe er dort nicht gesehen. Das Teilen seiner Vorträge in «Reichsbürger»-Chats könne er nicht kontrollieren. Er grenze sich oft gegen Gewalt und Rassismus ab, schliesse aber niemand aus der «Menschheitsfamilie» aus.
Ab Herbst 2020 erklärte Ganser die «Angst vor dem Virus» für gleichrangig mit der «Angst vor der Diktatur» und forderte, sich eher mit Vorgängen «hinter den Kulissen» als angstmachenden Zahlen zu befassen. Er verbreitete zunehmend das Virus verharmlosende Beiträge und Kritik an den Massnahmen. Corona-Impfungen stellte er als potentiell tödlich dar.
Im Lockdown vom Frühjahr 2021 publizierte Ganser einen kostenpflichtigen Onlinevideokurs für «inneren Frieden» mit unzusammenhängenden Themen und warb bei Ungeimpften für ein Abo-Modell.
Im November 2021 unterzeichnete Ganser als einer der Ersten mit «Querdenkern» wie Michael Ballweg und Anselm Lenz einen Neuen Krefelder Appell. Dieser warnte vor einer Kriegsgefahr durch den «US-Machtkomplex» und behauptete, die «›Impf‹-Kampagne» gefährde Milliarden Menschenleben und sei ein «Deckmantel» des Weltwirtschaftsforums für einen gezielten Neustart des Kapitalismus und eine «Totalkontrolle». Laut dem Soziologen Oliver Nachtwey war der Appell ein gefährlicher verschwörungsideologischer Versuch, Friedensbewegung und Querdenkerbewegung zu vereinen.

### Nationalsozialismus
Bei Protesten von 2017 gegen die Ramstein Air Base und in folgenden Interviews behauptete Ganser, Deutschland werde «immer noch niedergedrückt mit dem Stichwort Hitler/Nationalsozialismus.» Dass es auch das «Land der Dichter und Denker» sei, werde gegenüber den unstrittigen NS-Verbrechen «völlig untergebuttert». Wegen fremder Truppen auf dem eigenen Boden sei Deutschland ein «besetztes Land». Wegen eines Gefühls der Kriegsschuld wagten die Deutschen nicht, «die Missstände im US-Imperialismus anzusprechen. Weil es sofort heißt: Was kritisierst du? Du hast keine moralische Autorität! Der Deutsche darf nichts sagen!» Rechtsextreme verbreiteten Gansers Behauptung, Deutschland sei seit dem Zweiten Weltkrieg von den USA «besetzt», mit seinen Vorträgen, etwa in der Telegram-Gruppe «Deutschlandtreff».
In dem Verschwörungsvideo Pandamned von Marijn Poels (Mai 2022) behauptete Ganser, der Holocaust der Nazis an den Juden und der Genozid in Kambodscha seien «lokal in einzelnen Ländern» «Wahnsinn» gewesen: «Aber jetzt ist weltweit Wahnsinn», indem eine weltweite «Spaltung zwischen geimpft und ungeimpft» bestehe und beide Lager «wie zwei Armeen gegeneinander ziehen». Laut der Sozialpsychologin Pia Lamberty waren diese Aussagen «geschichtsrevisionistisch und holocaust-verharmlosend, und das ist eine Form des Antisemitismus.» Sie verwies darauf, dass die Schoa keine gesellschaftliche Spaltung und nicht lokal begrenzt war, sondern durch den staatlichen Vernichtungsantisemitismus bewirkter industrieller Massenmord. Wie viele «Querdenker» betrachte Ganser die Ungeimpften als die neuen Juden und benutze die Schoa, sich als Opfer darzustellen. Die RIAS-Leiterin Annette Seidel-Arpacı und Baden-Württembergs Antisemitismusbeauftragter Michael Blume teilten diese Kritik. Laut Christian Kreil («Stiftung Gurutest») bediente Gansers Holocaustvergleich bewusst die Erwartung seines Publikums. Das sei «Teil des Geschäftsmodells eines Verschwörungsplauderers», für das er den Verlust seines wissenschaftlichen Ansehens in Kauf nehme.
Auftrittsabsagen im Februar 2023 beklagte Ganser als angebliche Unterdrückung seiner Redefreiheit und verglich sie mit tödlicher Verfolgung von NS-Gegnern wie Sophie Scholl und der Weißen Rose. Dies wurde als Relativieren von NS-Verbrechen kritisiert.

### Krieg Russlands gegen die Ukraine
Ganser verbreitet seit 2014 kontrafaktische Thesen zum Krieg Russlands gegen die Ukraine, die weitgehend das Narrativ der Staatsregierung Russlands übernehmen: Die NATO-Osterweiterung habe ein westliches Versprechen gebrochen und Russland unter Druck gesetzt. Die Euromaidan-Proteste in der Ukraine von 2013/2014 seien durch «amerikanische Akteure» eingefädelt worden, um den prowestlichen Unternehmer Petro Poroschenko ins Amt zu bringen. Die US-Regierung von Barack Obama habe einen Putsch gegen den früheren ukrainischen Präsidenten Wiktor Janukowytsch angezettelt, um diesen zu stürzen. Der russisch-ukrainische Krieg sei ein Stellvertreterkrieg zwischen Russland und den USA, für den letztlich die USA verantwortlich seien. Russische Kriegsverbrechen in Butscha seien eine vermutliche «Fehlinformation». Die USA und Grossbritannien hätten Friedensverhandlungen Russlands mit der Ukraine sabotiert. CIA-Agenten hätten den Anschlag auf die Nord-Stream-Pipelines geplant und US-Präsident Joe Biden habe deren Sprengung befohlen. Deutschland befinde sich im direkten Krieg mit Russland. Ganser verurteilt Waffenlieferungen an die Ukraine und plädiert dafür, dass dessen Regierung Teilgebiete an Russland abtritt.
Mehrere Osteuropa-Historiker wiesen Gansers Thesen 2023 als unzutreffend, unseriös und als Übernahme russischer Staatspropaganda zurück. Laut Martina Winkler hat die Forschung ein angebliches Versprechen der NATO an Russland von 1990, auf eine Osterweiterung zu verzichten, widerlegt. Laut Klaus Gestwa war der Euromaidan «die größte demokratische Massenbewegung in Europa seit 1989». Er erinnerte daran, dass Janukowytsch nach Russland floh, nicht gestürzt wurde, und eine Übergangsregierung erst danach Neuwahlen vorbereitete. Ganser spreche der Ukraine ihre Souveränität ab und stelle die Ukrainer als «Marionetten der US-Amerikaner» dar. Laut Frithjof Benjamin Schenk beruhen Gansers Thesen auf einem «dezidierten Antiamerikanismus», nicht auf eigener Forschung. Er habe keine Landes- und Sprachkenntnisse zur Ukraine oder Russland. Laut Julia Obertreis ignoriert Ganser «grundlegende Fakten wie die Aggression Russlands gegen die Ukraine und das Leid und Sterben der ukrainischen (Zivil)Bevölkerung». Ähnliche Kritik übten Franziska Davies sowie die Wissenschaftlerinnen Eva Binder und Magdalena Kaltseis (Universität Innsbruck).
Der luxemburgische Vizepremier- und Verteidigungsminister François Bausch stufte Gansers Deutung des Euromaidan schon 2022 als «Geschichtsverfälschung» ein. Ganser lege nahe, man hätte auch mit Hitler verhandeln sollen, und setze demokratisch gewählte Politiker mit Despoten wie Wladimir Putin gleich.

## Vorträge und Netzwerk
Ganser erzielt sein Einkommen aus Tantiemen seiner Bücher, von denen hunderttausende verkauft wurden, sowie aus Honoraren für seine Vorträge. Über die Internetplattform YouTube sind viele seiner Vorträge und Interviews kostenlos verfügbar; manche verzeichnen mehrere hunderttausend Abrufe und tausende Kommentare. Laut Michael Butter erweitert Ganser seine Vortragsthemen aus ökonomischen Interessen ständig um aktuelle Ereignisse, etwa die Ukrainekrise, den Putschversuch in der Türkei 2016 und den Syrienkrieg. Er verdächtige dabei auf – für ihn typische – indirekte Weise USA und CIA als Verursacher. Dass er türkische und arabische Quellen dazu nicht in ihrer Originalsprache lesen könne, widerspreche «seiner eigenen Selbstinszenierung als seriöser Historiker». Die mangelnde Quellenkritik, die schon an seiner Dissertation kritisiert worden war, erhalte so eine neue Dimension.
Ganser ist Redaktionsbeirat des Portals Rubikon, das 2023 in Manova umbenannt wurde. Laut Michael Butter ist er eng mit weiteren Alternativmedien und deren Betreibern verbunden, besonders mit Ken Jebsens Webportal «KenFM», ferner mit Nuoviso, den Propagandasendern RT Deutsch und Sputnik.tv. Diese und viele kleine YouTube-Kanäle, Blogs und Facebookseiten böten ihm ein Forum. In diesem «Zitierkartell», so Butter, finde Ganser ständig Zustimmung und Verteidiger gegen äussere Kritik. Dabei verbänden sich verschiedene Lager zu einer «Querfront» gegen vermeintliche Eliten und Mainstream. Ganser selbst sei nie durch rassistische oder antisemitische Aussagen aufgefallen, trete aber ohne Probleme vor entsprechendem Publikum, gemeinsam mit rassistischen oder antisemitischen Rednern auf und zitiere einige davon. Bis 2022 zitierte und nannte Ganser auf seinem Internetportal verschiedene Politiker als «Partner». Erst nach landesweiten Medienberichten darüber entfernte er die Einträge.
Ganser zählt zu den Partnern des Vereins «Druschba» um Rainer Rothfuß, Owe Schattauer und Alina Lipp, der in russischen Medien antiwestliche Propaganda verbreitet. Er hat auch Kontakt zu dem nichtstädtischen prorussischen Verein «Bautzener Frieden».
Gansers Wahl seiner Veranstalter führte wiederholt zu Kritik, so sein Vortrag bei der Anti-Zensur-Koalition (AZK) von Ivo Sasek im Juli 2014, wo zuvor mehrfach Holocaustleugner aufgetreten waren. Zu Beginn sagte Ganser dort, er habe Sasek zuvor nicht gekannt und nur gelesen, dass er gegen Kriegstreiberei sei. Ganser gab dem Sender Russia Today und Ken Jebsen Interviews und diskutierte mit dem Rechtsextremisten Karl-Heinz Hoffmann über das Oktoberfestattentat. Moderator des von der rechtsextremen Zeitschrift Compact initiierten Gesprächs war deren Chefredakteur Jürgen Elsässer. Im Oktober 2016 hielt Ganser bei einem Kongress des Kopp Verlags einen Vortrag. Er sagte einen für den 8. Mai 2017 angekündigten Vortrag vor dem nordrhein-westfälischen Mittelstandsforum der Partei Alternative für Deutschland (AfD) ab, weil er sich und die AfD durch verschiedene Medien zu Unrecht in die «rechte Ecke» gerückt sah.
Im Februar 2018 förderte die Versicherung Axa wegen Gansers angekündigter Teilnahme und seinen 9/11-Thesen eine Vortragsreihe in Winterthur nicht länger. Gansers Vortrag zum Thema Energiewende wurde daraufhin aus der Reihe ausgelagert.
Vorträge Gansers für die Anthroposophische Gesellschaft in Dornach (2007) und für den Paracelsus-Zweig in Basel (März 2018), bei denen er seine 9/11-Thesen vertrat und sich auf Rudolf Steiner berief, bewerteten Andreas Tobler und Pascal Blumals (Tages-Anzeiger) als «offensive Kooperation» zwischen Anthroposophen und Verschwörungsideologen. In einem Interview mit der Zeitschrift Das Goetheanum empfahl Ganser, sich Informationen nach Eigeninteresse frei zu wählen. Das Internet ermögliche jedem zu forschen. Zeitungen und Fernsehnachrichten seien dazu nicht unbedingt nötig; man könne Autoren folgen, denen man vertraue. Christian Mensch (Basellandschaftliche Zeitung) verglich diesen Rat mit einer «Blaupause, weshalb man die ‹Lügenpresse› nicht mehr beachten müsse und sich stattdessen ‹aktiv› für alternative Medien entscheiden könne.» Laut Renato Beck (TagesWoche) erklärte Ganser bei einem Vortrag in Aarau 2017, es gebe sehr viele gute Journalisten, kritisierte dann jedoch ohne Quellenangaben eine angebliche Manipulation durch Medienberichte nach Art der Hypnose.
2019 liess Kilian Forster, der Intendant der Jazztage Dresden, Ganser als einzigen Nichtmusiker mit seinen Thesen zu NATO-Kriegen und zum 11. September 2001 auftreten, so erneut 2020. Einige eingeladene Musiker sagten ihre Konzerte dort aus Protest gegen Gansers Auftritt ab. Auf Kritik stiess auch, dass Gansers Publikum die damaligen AHA-Regeln zum Infektionsschutz offen missachtete.
Der Wissenschaftsjournalist Beat Glogger verortet Gansers Publikum «im rechtspopulistischen, aber auch im links-esoterischen Lager und natürlich bei Verschwörungstheoretikern». Laut Jutta Ditfurth hat auch «die deutsche Friedensbewegung» Ganser positiv rezipiert. Das «friedensbewegte ‹linke› Publikum» habe ihm auf Veranstaltungen in der Nachfolge der Mahnwachen für den Frieden zugejubelt.
Seit dem 1. Januar 2022 erweiterte Ganser sein Geschäftsmodell um eine Bezahl-Community. Der Eintritt zu seiner Online-Plattform kostet jährlich 365 Franken oder Euro. Wer sich eine Mitgliedschaft kauft, wird als «Peacemaker» in der «Friedensbewegung» begrüsst. Klaus Gestwa kritisierte Gansers Auftreten: Er präsentiere sich «mit Headset vor großer Leinwand wie ein smarter Marketingexperte eines Weltkonzerns», um sich «von seiner andächtig lauschenden Anhängerschaft als Welterklärer abfeiern zu lassen».
Ab Dezember 2022 wurden geplante Auftritte einer Vortragsreihe Gansers zum Ukrainekrieg nach öffentlicher Kritik in einigen Städten abgesagt, so in Steyr, Innsbruck und Nürnberg. Nachdem Ganser einen Auftritt in Dortmund juristisch durchgesetzt hatte, zog die Stadt Nürnberg ihre Absage zurück.

## Publikationen
- Imperium USA. Die skrupellose Weltmacht. Orell Füssli, Zürich 2020, ISBN 978-3-280-05708-7.
- Kriegsverbrecher auf freiem Fuß. In: Ullrich Mies, Jens Wernicke (Hrsg.): Fassadendemokratie und Tiefer Staat – Auf dem Weg in ein autoritäres Zeitalter. Promedia Verlag, Wien 2017, ISBN 978-3-85371-425-6 (Schlusskapitel)
- Vorsicht, Verschwörungstheorie! Ein Interview mit Daniele Ganser. In: Jens Wernicke et al.: Lügen die Medien? Propaganda, Rudeljournalismus und der Kampf um die öffentliche Meinung. Westend, Frankfurt am Main 2017, ISBN 978-3-86489-188-5, S. 249–255.
- Regime Change und verdeckte Kriegsführung in der Ukraine, in: Yana Milev (Hrsg.): Europa im freien Fall. Orientierung in einem neuen Kalten Krieg. Turia+Kant, Wien/Berlin 2016, ISBN 978-3-85132-822-6, S. 85–137.
- Europa im Erdölrausch: Die Folgen einer gefährlichen Abhängigkeit. Orell Füssli, Zürich 2012, ISBN 978-3-280-05474-1.
- «America is Addicted to Oil»: U.S. Secret Warfare and Dwindling Oil Reserves in the Context of Peak Oil and 9/11. In: Eric Wilson (Hrsg.): The Dual State: Parapolitics, Carl Schmitt and the National Security Complex. Ashgate, Farnham 2012; Neuauflage: Routledge, London/New York 2016, ISBN 978-1-4094-3107-7, S. 83–100.
- NATO’s Secret Armies in Europe. In: Cihan Aksan, Jon Bailes (Hrsg.): Weapon of the Strong. Conversations on US State Terrorism. Pluto Press, London 2012, ISBN 0-7453-3241-2, S. 219–233.
- Die dunkle Seite des Westens: Verdeckte Terroraktivitäten der NATO. Kai Homilius, Berlin 2009, ISBN 978-3-89706-206-1 (Video-DVD).
- Peak Oil: Erdöl im Spannungsfeld von Krieg und Frieden. In: Phillip Rudolf von Rohr, Peter Walde, Bertram Battlog (Hrsg.): Energie. vdf Hochschulverlag an der ETH Zürich, Zürich 2009, ISBN 978-3-7281-3219-2.
- Beyond Democratic Checks and Balances: The «Propaganda Due» Masonic Lodge and the CIA in Italy’s First Republic. In: Eric Wilson (Hrsg.): Government of the Shadows: Parapolitics and Criminal Sovereignty. Pluto Press, 2009, ISBN 0-7453-2623-4, S. 256–276.
- NATO-Geheimarmeen in Europa: Inszenierter Terror und verdeckte Kriegsführung. Orell Füssli, Zürich 2008, ISBN 978-3-280-06106-0 :englische Erstausgabe: NATO’s secret armies. Operation Gladio and terrorism in Western Europe. Routledge, 2005, ISBN 0-7146-5607-0.
- The CIA in Western Europe and the Abuse of Human Rights. In: R. Gerald Hughes, Len Scott (Hrsg.): Intelligence, Crises and Security: Prospects and Retrospects. Routledge, 2007, ISBN 978-0-415-46430-7, S. 108–129.
- Die Kubakrise – UNO ohne Chance. Edition Zeitgeschichte. Kai Homilius Verlag, Berlin 2006, ISBN 978-3-89706-863-6

englische Erstausgabe: Reckless Gamble: The Sabotage of the United Nations in the Cuban Conflict and the Missile Crisis of 1962. University Press of the South, New Orleans 2000, ISBN 1-889431-72-9.
- The «Strategy of Tension» in the Cold War Period. In: David Ray Griffin, Peter Dale Scott (Hrsg.): 9/11 and American Empire. Intellectuals Speak Out. Band 1, Interlink Publishing Group, Northampton 2006, ISBN 1-56656-659-2, S. 79–99.
- Brauchen wir eine Ökonomie des Friedens? Eine Schweizer Perspektive auf die Verbindung der Wirtschaft mit Gewaltkonflikten. In: Die Friedens-Warte 79 (2004), S. 57–74.
- mit Uwe Wagschal, Hans Rentsch: Der Alleingang: Die Schweiz 10 Jahre nach dem EWR-Nein. Orell Füssli, Zürich 2002, ISBN 3-280-05041-3.